# Pristaulacus tuberculiceps
Pristaulacus tuberculiceps är en stekelart som beskrevs av Turner 1919. Pristaulacus tuberculiceps ingår i släktet Pristaulacus och familjen vedlarvsteklar. Inga underarter finns listade i Catalogue of Life.